# Republic Airways Holdings

Логотип холдинга Republic Airways Holdings

Republic Airways Holdings, Inc. — авиационный холдинг Соединённых Штатов Америки со штаб-квартирой в Индианаполисе, штат Индиана, владелец пяти авиакомпаний США:
- Chautauqua Airlines
- Republic Airways
- Shuttle America
- Midwest Airlines
- Frontier Airlines.

## История и общие сведения

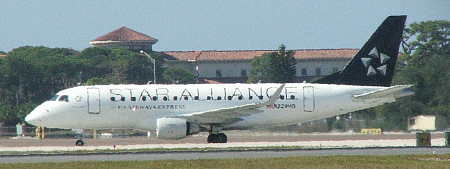
Embraer 170 Republic Airways ливрее альянса Star Alliance. Международный аэропорт Сарасота-Брэдентон

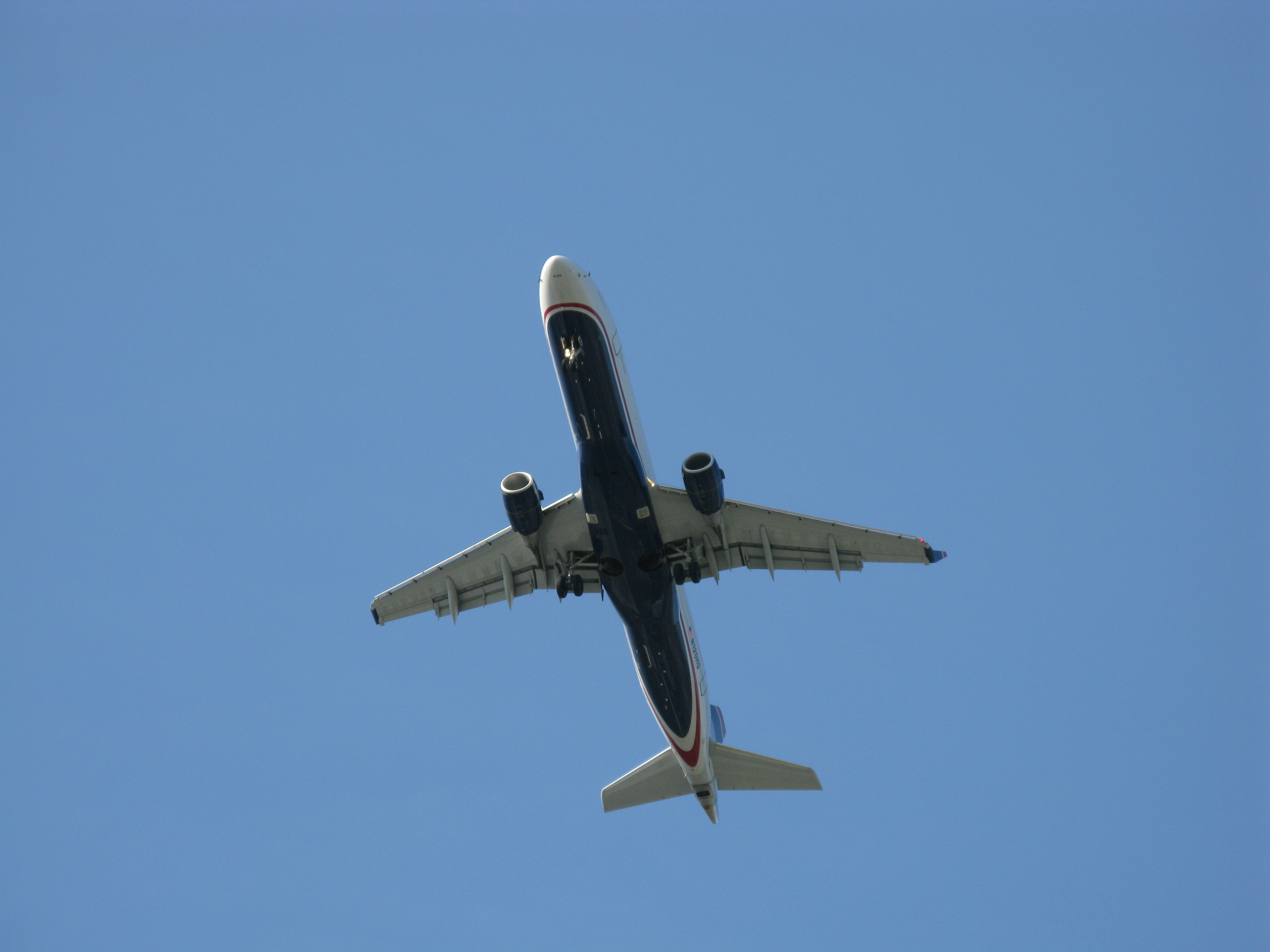
Embraer 170 Republic Airways в заходе на полосу 24R Международного аэропорта имени Пьера Эллиота Трюдо

Из пяти авиаперевозчиков холдинга авиакомпания Chautauqua Airlines эксплуатирует флот из региональных реактивных самолётов вместимостью до 50 пассажирских мест, Shuttle America — воздушный флот лайнеров Embraer 170 с конфигурацией салонов на 70 мест и Republic Airways — флот из самолётов Embraer 170 и Embraer 175 с салонами на 76-86 пассажирских мест.
Коммерческая работа холдинга в лице пяти различных перевозчиков имеет место по причине необходимости соблюдения условий так называемой «Сферы разграничения» (англ. scope clauses) — положения, накладывающего ограничения на максимальные размеры пассажирских самолётов региональных авиакомпаний, работающих в партнёрских соглашениях с магистральными авиакомпаниями страны.
В 2005 году холдинг выплатил 6,6 миллионов долларов США штрафа профсоюзу пилотов авиакомпаний Allied Pilots Association за использование самолётов Embraer 170 в дочерней авиакомпании Chautauqua Airlines под торговой маркой (брендом) United Express. Штраф был наложен из-за нарушения положений «Сферы разграничения», согласно которой, в частности, запрещено использование самолётов вместимостью более 70 пассажирских мест одной региональной авиакомпанией в партнёрских соглашениях с двумя и более магистральными перевозчиками. В данном же случае Chautauqua Airlines работала под двумя брендами одновременно — United Express авиакомпании United Airlines и AmericanConnection авиакомпании American Airlines. Во избежание дальнейших конфликтных ситуаций руководство холдинга Republic Airways приняло решение о передаче самолётов Embraer 170 в дочернюю авиакомпанию Shuttle America, которая до этого эксплуатировала только турбовинтовые самолёты Saab 340.
В сентябре 2005 года холдинг приобрёл права на 113 слотов в Национальном аэропорту Вашингтона имени Рональда Рейгана, 24 слота в нью-йоркском Аэропорту Ла Гуардиа, а также заключил договор с авиакомпанией US Airways на аренду 10 самолётов Embraer 170. Сделка была необходима в первую очередь магистральному перевозчику для реализации мер по собственному выходу из банкротства.
В настоящее время в холдинге Republic Airways работает около 5 тысяч сотрудников и эксплуатируется 226 региональных реактивных самолётов, включая 34 самолёта Embraer 175, 76 — Embraer 170, 60 — Embraer 145, 15 — Embraer 140, 17 — Embraer 135 и 24 самолёта Bombardier CRJ200.
23 апреля 2008 года холдинг Republic Airways объявил о расторжении партнёрского договора с авиакомпанией Frontier Airlines по причине вступления её в состояние банкротства в соответствии с Главой 11 Кодекса США о банкротстве. К 23 июня 2008 года Republic Airways отозвала все свои самолёты ERJ-170, уже введённые к тому времени на рейсы Frontier Airlines. Руководство холдинга намерено подать исковое заявление на возмещение 260 миллионов долларов убытков и недополученной прибыли, сложившихся в результате банкротства Frontier Airlines. Окончательный размер требуемого возмещения будет определён в суде на заседаниях по банкротству авиакомпании.

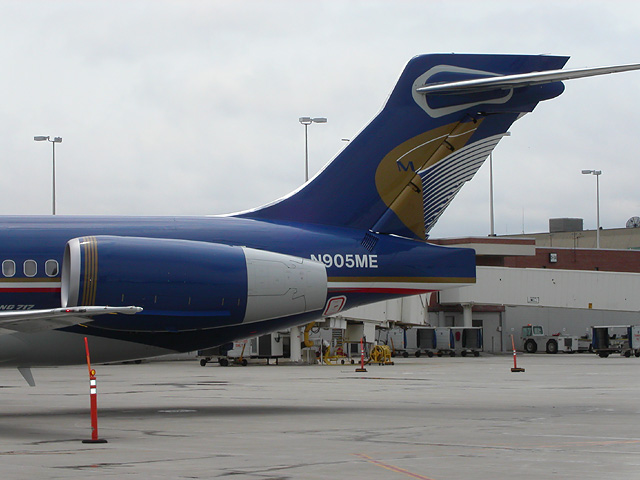
Boeing 717 авиакомпании Midwest Airlines в Международном аэропорту имени генерала Митчелла (Милуоки)

22 мая 2009 года Republic Airways Holdings объявил о начале эксплуатации с лета 2009 года реактивных самолётов Embraer 190 в рамках код-шерингового договора с авиакомпанией Midwest Airlines. ERJ-190 холдинга имеют компоновку пассажирских салонов на 100 мест и планировались к использованию под брендом Midwest Connect на рейсах из Международного аэропорта Канзас-Сити и Муниципального аэропорта Мерсед (Мерсед, штат Калифорния).
22 июня 2009 года официально объявлено о приобретении за 108 миллионов долларов США активов авиакомпании Frontier Airlines, находившейся в состоянии банкротства, а 23 июня 2009 года руководство холдинга Republic Airways Holdings объявило о покупке за 31 млн долларов США другого управляющего авиационного холдинга Midwest Air Group вместе с региональным перевозчиком Midwest Airlines. Обе авиакомпании после проведения процедур слияния и рекструктуризации становятся дочерними подразделениями авиационного холдинга Republic Airways Holdings.

## Флот

### Frontier Airlines

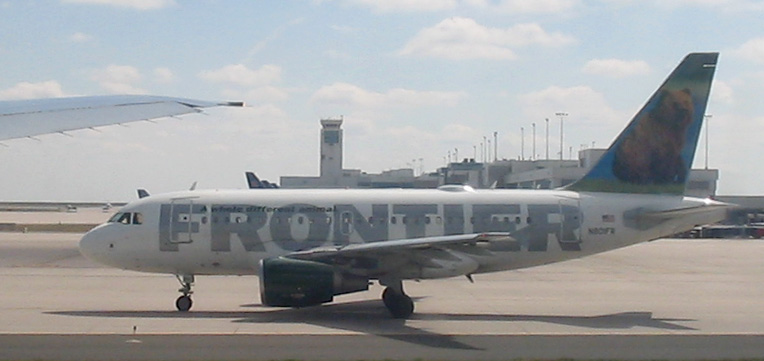
Airbus A318 «Grizwald» с эмблемой медведя-гриззли

По состоянию на ноябрь 2009 года воздушный флот авиакомпании Frontier Airlines состоял из следующих самолётов:
По состоянию на сентябрь 2008 года средний возраст воздушного флота Frontier Airlines составлял 4,1 года